# Velký Pěčín
Velký Pěčín (německy Groß Pantschen) je vesnice, část města Dačice v okrese Jindřichův Hradec v Jihočeském kraji. Nachází se asi 4,5 kilometru severně od Dačic. Prochází tudy železniční trať Kostelec u Jihlavy – Slavonice se zastávkou Velký Pěčín a silnice II/406. Vesnice patří do farnosti Kostelní Vydří. Velký Pěčín je také název katastrálního území o rozloze 4,43 km².

## Historie
První písemná zmínka o vesnici pochází z roku 1356.

## Obyvatelstvo
| Rok            | 1869 | 1880 | 1890 | 1900 | 1910 | 1921 | 1930 | 1950 | 1961 | 1970 | 1980 | 1991 | 2001 | 2011 | 2021 |
| -------------- | ---- | ---- | ---- | ---- | ---- | ---- | ---- | ---- | ---- | ---- | ---- | ---- | ---- | ---- | ---- |
| Počet obyvatel | 174  | 185  | 181  | 187  | 202  | 229  | 183  | 166  | 151  | 122  | 128  | 124  | 144  | 137  | 140  |
| Počet domů     | 28   | 29   | 29   | 29   | 33   | 33   | 35   | 37   | 36   | 31   | 32   | 41   | 42   | 47   | 48   |

## Obecní správa
V letech 1869–1910 byla vesnice pod názvem Velký Pičín obcí v okrese Dačice, do kterého patřila ještě při sčítání lidu roku 1950. V období 1961–1976 byla obcí v okrese Jindřichův Hradec a dne 30. dubna 1976 se stala částí obce Dačice.

## Pamětihodnosti
Severozápadně od vesnice leží židovský hřbitov zřízený v polovině 17. století.

## Galerie

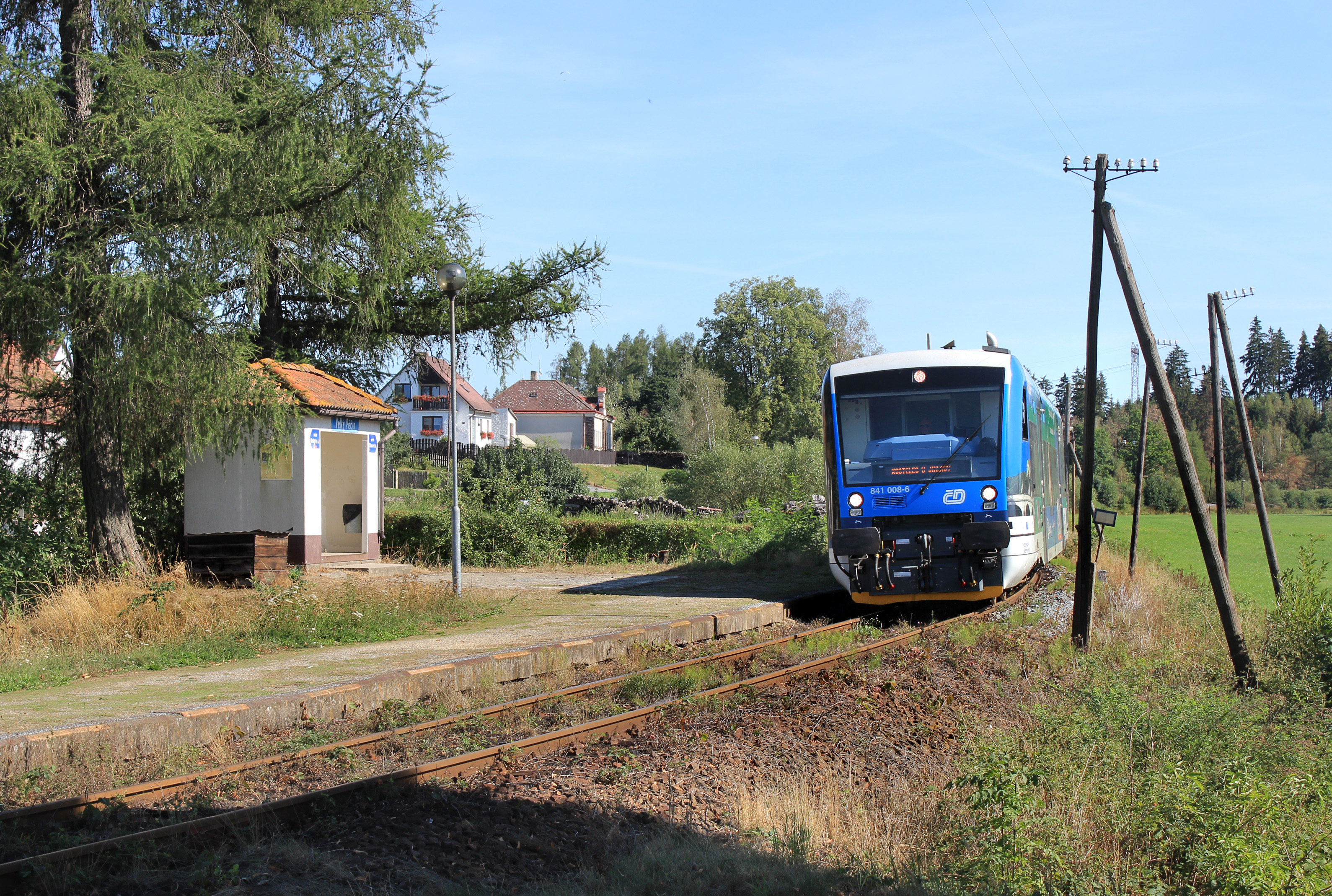
Železniční zastávka
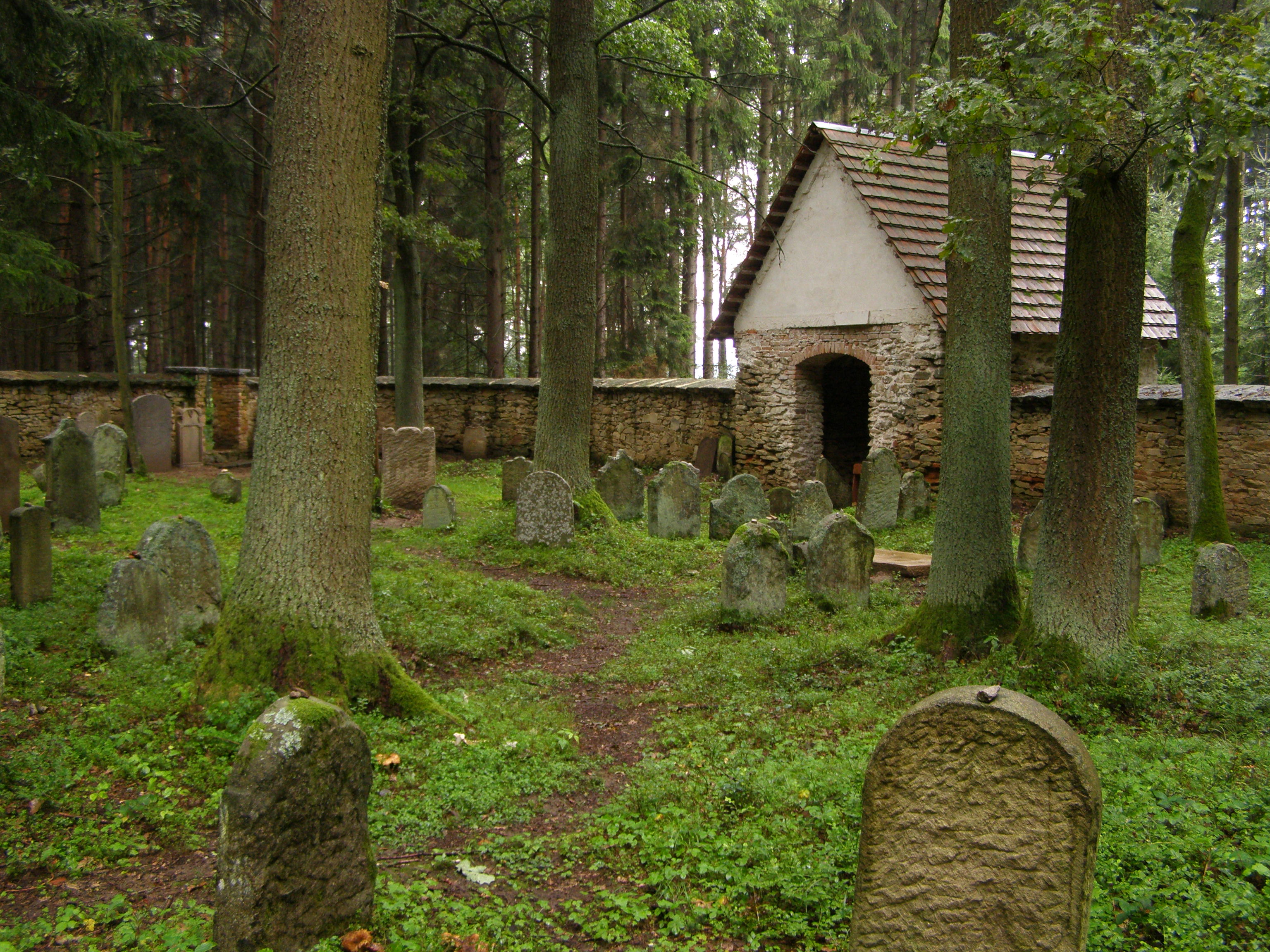
Židovský hřbitov západně od vsi
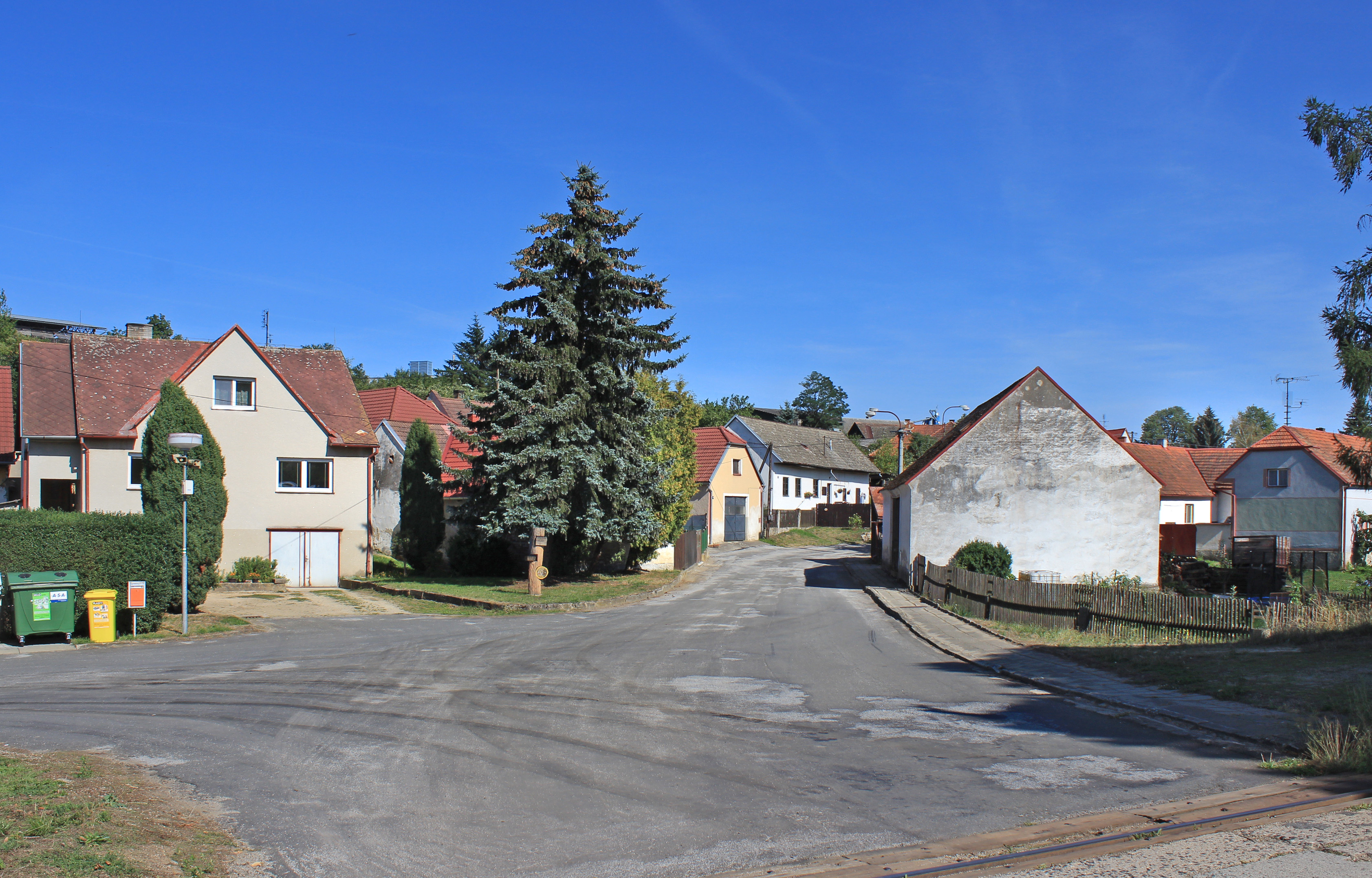
Malá náves
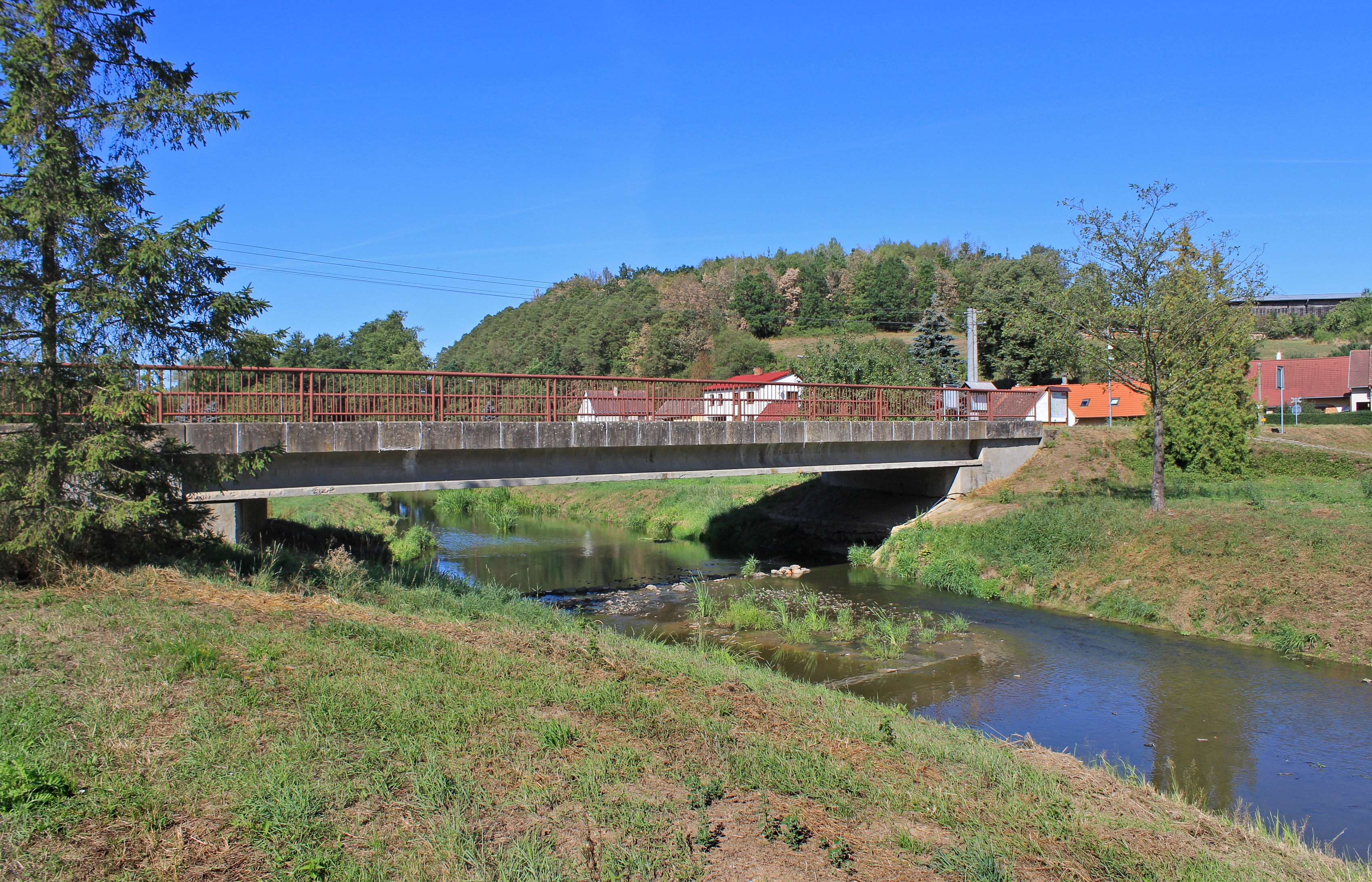
Most přes Moravskou Dyji